# Orange Polska
Orange Polska (tidligere Telekomunikacja Polska) er en polsk telekommunikationsvirksomhed. De udbyder mobiltelefoni, fastnet og bredbånd. Orange S.A. ejer aktiemajoriteten i selskabet, som er børsnoteret på Warsaw Stock Exchange. Virksomheden blev etableret som Telekomunikacja Polska i 1991 og fik sit nuværende navn i 2012.